# 愛媛県立伊予高等学校
愛媛県立伊予高等学校（えひめけんりついよこうとうがっこう）は、愛媛県伊予郡松前町にある公立の高等学校。

## 概要
1983年に開校した普通科単科の全日制高校で、学校名の「伊予」は高校が立地している伊予郡に由来する。校舎は松前町の中南部にあり、西側に国道56号が南北に走っている。田畑に囲まれた地区であるが道路沿いにはエミフルMASAKIなど商業施設が増えている。
教育課程の特色して、音楽、美術、書道などの専門教育を重点的に学ぶ「芸術クリエーションコース」、地域理解・地域創造教育を通して地域に貢献する人材を育成する「地域イノベーションコース」が設けられており、2年生より選択することができる。
部活動は、音楽や芸術系の文化部、球技や武道系の運動部など多数の部が活動している。ホームページは2002年の創立20周年を期にコンピューター部によって作成・公開された。
2012年10月20日、創立30周年記念で埋めたタイムカプセルの掘り起こし式典が行われた。その後在校生の手紙をタイムカプセルに埋めた。
2022年は、創立40周年記念として開校記念行事、運動会、文化祭など様々な記念行事が行われた。10月23日、創立30周年記念に埋めた当時の在校生の手紙を掘り起こした。その後在校生の手紙をタイムカプセルに埋めた。11月4日には創立40周年記念式として「伊予高校青春の軌跡」のビデオ上映から始まり、式辞、祝詞や生徒代表挨拶の後、吹奏楽部による記念演奏をした。また、本校卒業生の女優片岡礼子（5期生）による記念講演会も行われた。

## 設置学科
- 全日制 
  - 普通科（1学年定員320人）[10]

## 主な施設
- 本館

職員室、会議室、事務室など主たる機能の他、HR教室がある。西側には1Fからピロティ・談話室・多目的室がある。
- 普通教棟

HR教室が大半を占め、1階には保健室と生徒会室、3階にLL教室がある。
2004年度に階段に車いす昇降機が設置され、教棟出入口にはスロープが設置された（全教棟、図書館も）。
- 特別教棟

美術室、書道教室、音楽室など芸術科の教室と準備室や地学・生物・化学・物理それぞれの講義室・実験室・準備室、地歴教室や被服室などもある（講義室と実験室を分けているが、それぞれ専用ではない）。
2000年には地学講義室が改装されコンピュータ教室が設置された。
なお、2005年度にHR教室などのほとんどの教室にエアコンが設置され、校納金に使用料が含まれるようになった。
- 図書館

開架スペースの他、会議室、書庫、司書室がある。
1999年よりコンピュータが導入され、蔵書管理・貸出返却システムがデジタル化される。その影響からか年々貸出冊数を延ばしている。
- 体育館

北側にステージ、南側に主に卓球部が使用する2階があり、式典行事の時には吹奏楽部の演奏場所にもなる。
広さは上記に加え、バスケットコート約2つ分である。
- 武道場

北側で柔道、南側で剣道が行えるよう分割されている。学年集会などに使用されることも多い。
- プール

北側に屋根付の階段式座席が設けられ、25m×7コースのプールがある。
- グラウンド

いわゆる運動場としてのスペースの他、ブルペン、ハンドボールコート（2面）、テニスコート（6面）を有する。

## 出身者
- 片岡礼子 - 女優（5期生[11][12] 元水泳部。元生徒会副会長。）
- 喜安浩平 - 俳優、演出家、脚本家
- 今井圭吾 - 元プロ野球選手
- 小笠原侑生 - サッカー指導者。元プロサッカー選手
- 前野貴徳 - プロサッカー選手
- 水田信二（元和牛） - お笑い芸人・漫才師（元サッカー部）

## 映画「世界の中心で、愛をさけぶ」
映画『世界の中心で、愛をさけぶ』のロケに使用された（実際の物語のモデルは原作者片山恭一の出身校愛媛県立宇和島東高等学校）。ロケはHR教室、渡り廊下、特別教棟屋上、運動場などで行われ、在学生もエキストラとして多数参加、ロケ中には片山も訪問した。劇中においてグラウンドでアキが水道水を飲むシーンがあるが、その手洗い場は美術セットである。撮影後は場所を変えて保存されている。また高校のシーン全てが撮影されたわけではなく、香川県の高校も使用されている（靴箱、体育館のシーンなど）。